# Angelo Gambiglioni
Angelo Gambiglioni (Arezzo, ... – Ferrara, 23 ottobre 1461) è stato un giurista italiano.

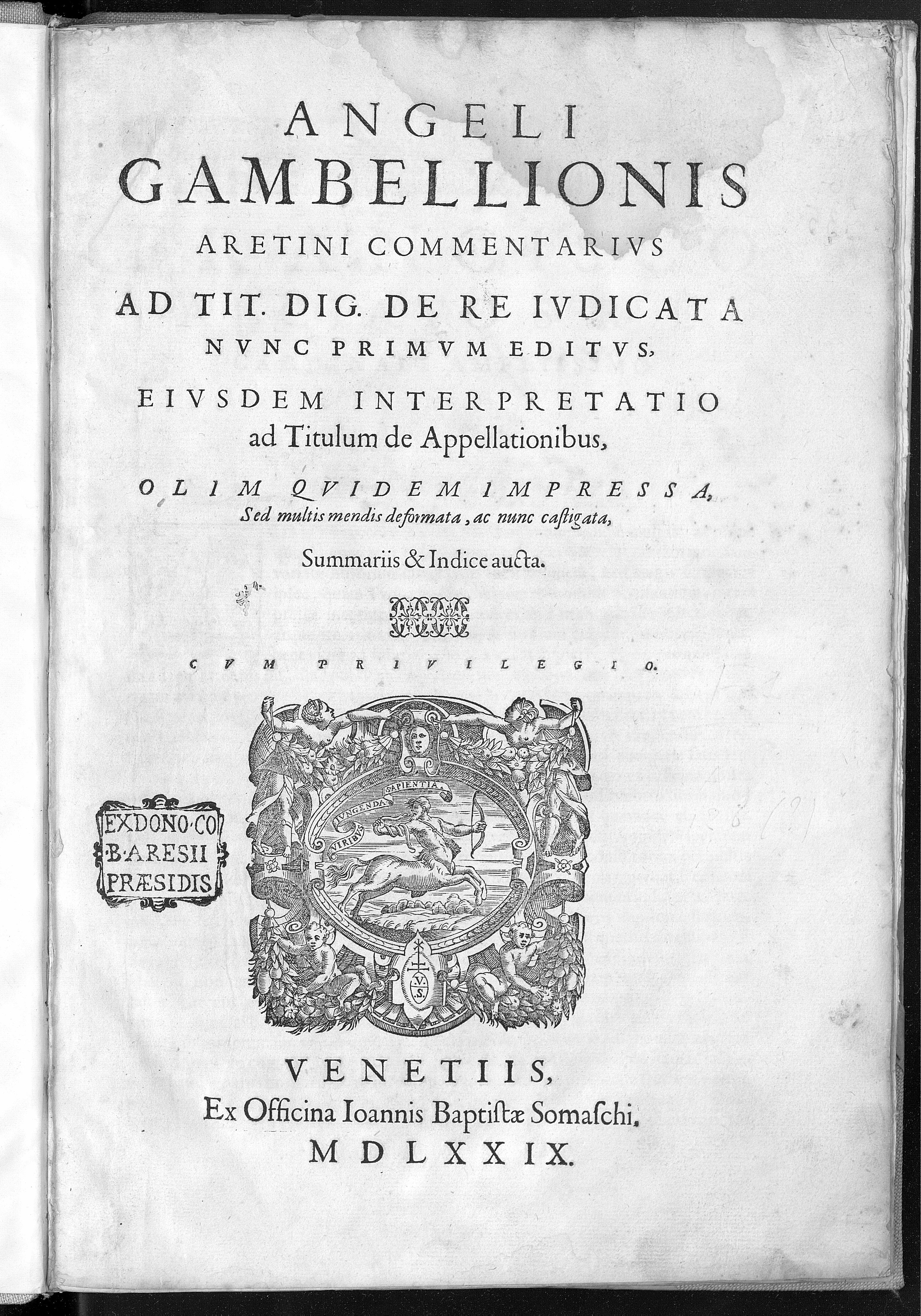
De re iudicata, 1579

Fu docente a Ferrara e a Bologna, oltre che magistrato. Gli si devono un Tractatus de maleficiis (1472), un De criminibus (1476) e un De testamentibus (1486).

## Opere

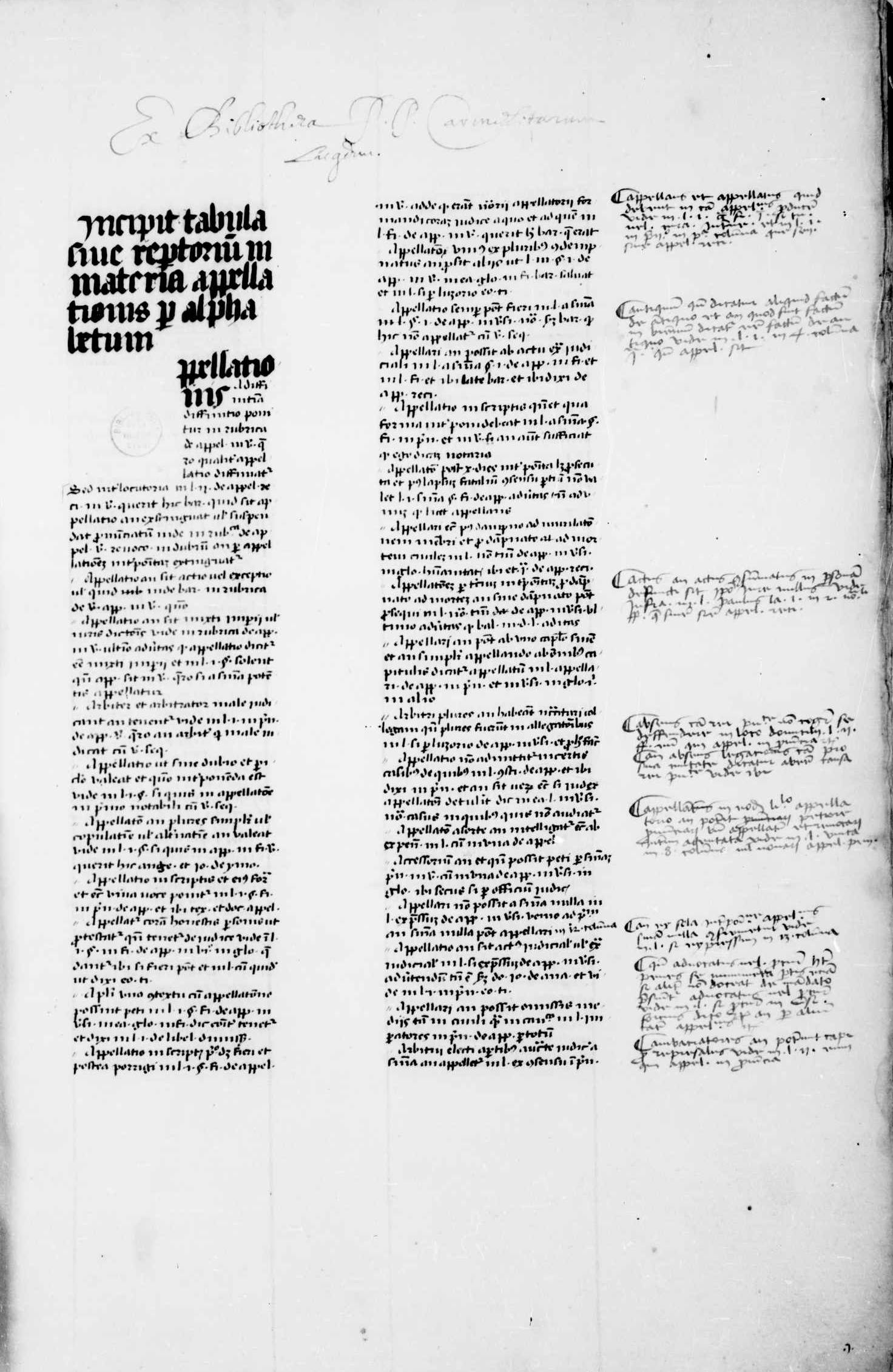
Tractatus de appellationibus, manoscritto, XV secolo.

- (LA) De re iudicata, Venezia, Giovanni Battista Somasco, 1579.

### Manoscritti
- Consilia, XV secolo, Arezzo, Biblioteca Città di Arezzo, Fondo manoscritti, ms. 441.
- Tractatus de appellationibus, XV secolo, Lyon, Bibliothèque municipale, Manuscrits, Ms 386 (antea 315),  ff. 1 -118.
- Libellus de exceptionibus, in felici Ferrarensi studio anno domini 1447, XV secolo, Lyon, Bibliothèque municipale, Manuscrits, Ms 386 (antea 315),  ff. 119-271.
- Tractatus de maleficiis, De criminibus inquirendis et puniendis, XV secolo, Napoli, Biblioteca Nazionale Vittorio Emanuele III, Fondo Nazionale, I.A.10.
- Lectura Institutionum, De actionibus, XV secolo, Napoli, Biblioteca Nazionale Vittorio Emanuele III, Fondo Nazionale, I.A.10,  f. 99.